# Brian Scalabrine
Brian David Scalabrine (Long Beach, 18 marzo 1978) è un ex cestista e allenatore di pallacanestro statunitense.
Alto 2,06 m per 107 kg, ricopriva il ruolo di ala grande.
Nonostante i pochi minuti giocati divenne un giocatore molto popolare e amato dai suoi tifosi tanto che gli fu dato il soprannome White Mamba, riprendendo quello di Kobe Bryant Black Mamba.

## Carriera

### High School e Università
Scalabrine si diplomò nel 1996 alla Enumclaw High School di Enumclaw, nello Stato di Washington.
Decise poi di iscriversi all'Highline Community College, dove militò nella squadra di basket, i Thunderbirds, mantenendo ottime medie di 16,3 punti, 9,6 rimbalzi, 2,9 assist e 1,2 palle rubate a partita. Mise a referto per ben 17 volte una doppia doppia, e guidò la sua squadra per rimbalzi, stoppate e percentuale ai tiri liberi (75%). I Thunderbirds finirono la stagione 1996-97 con un record di 31 vittorie e una sconfitta, vincendo il campionato universitario statale.
Nel 1998 si trasferì alla University of Southern California (USC), giocando per la squadra di basket, i Trojans.
Nel primo anno con la nuova maglia, Scalabrine fu l'unico a partire titolare nelle 28 partite giocate, facendo segnare le migliori statistiche della squadra per quanto riguarda i punti (14,6), i rimbalzi (6,4) e la percentuale di tiri segnati (53,1%).
Giocò la sua migliore partita in maglia Trojans contro la American University, il 21 dicembre 1998, mettendo a referto 26 punti, 7 rimbalzi e 2 stoppate.
Il 13 febbraio 1999 segnò 22 punti in una gara vinta al supplementare contro la molto più quotata Stanford University, compreso un decisivo canestro da 3 punti nei minuti finali.
Il suo secondo anno alla USC fu quello della consacrazione, finendo la stagione con il maggior numero di punti segnati (17,8 a partita), la miglior percentuale di canestri segnati (53,1%) e un'ottima percentuale dalla linea dei tre punti (40,3%).
I Trojans, aiutati da queste buone prestazioni di Scalabrine, raggiunsero il torneo NCAA, dove però vennero sconfitti ai quarti di finale da Duke, con il punteggio di 79 a 69. In questa partita Scalabrine segnò 13 punti.
Terminò la sua esperienza universitaria conseguendo la laurea in storia.

### NBA

#### New Jersey Nets
Fu scelto nel draft NBA 2001 dai New Jersey Nets con la trentaquattresima chiamata assoluta. Saltò, a causa di un infortunio al quinto metatarso, i primi dieci giorni di training camp con i New Jersey Nets. Ristabilitosi, il 26 ottobre 2001, durante una partita di precampionato contro i Detroit Pistons, si infortunò nuovamente al piede destro.
Debuttò in NBA il 31 gennaio 2002, contro i Milwaukee Bucks. Durante la sua prima stagione in NBA riuscì a totalizzare 2,1 punti, 1,8 rimbalzi e 0,8 assist di media a partita. 
Quell'anno i Nets raggiunsero i playoff, e riuscirono a conquistare la NBA Eastern Conference, approdando così alle NBA Finals. Vennero sconfitti dai Los Angeles Lakers in quattro partite.
Nei play-off Scalabrine entrò in campo in sei partite segnando 0,3 punti e catturando 0,5 rimbalzi a partita.
Il 26 gennaio 2005, nella partita contro i Golden State Warriors, segnò 29 punti, suo career high.
Il 15 aprile dello stesso anno mise a segno un altro career high, giocando 45 minuti.
Terminò la stagione con una media di 6,3 punti e 4,5 rimbalzi in 21,6 minuti di utilizzo, aiutando i Nets a raggiungere i playoff.

#### Boston Celtics
Il 2 agosto 2005 firmò un contratto di cinque anni con i Boston Celtics per un totale di 15 milioni di dollari. Nella stagione 2007-2008 giocò 48 partite, partendo in nove da titolare, con una media di 10,7 minuti per partita, e terminando la stagione con una media di 1,8 punti e 1,6 rimbalzi.
I Celtics vinsero il titolo NBA, sconfiggendo i Los Angeles Lakers in sei partite, senza però un valido apporto di Scalabrine, che, in quei playoff, giocò solo pochi minuti.

#### Chicago Bulls
Il 21 settembre 2010 firma un contratto non garantito con i Chicago Bulls. Il 5 novembre 2010 Scalabrine fece ritorno a Boston, quando i suoi Bulls fecero visita ai Boston Celtics. Scalabrine giocò 3 minuti, e al momento del suo ingresso in campo fu accolto da un'ovazione del pubblico. La partita terminò dopo due tempi supplementari con il punteggio di 110-105 in favore di Chicago.
Terminò la stagione con 1,1 punti e 0,4 rimbalzi in 18 partite giocate.

#### Benetton Treviso
Nella stagione seguente, complice il Lockout NBA 2011-2012, firma con la Benetton Treviso. Nel dicembre dello stesso anno l'NBA annuncia la fine del Lockout, e Scalabrine sfrutta la clausola contrattuale che gli permetteva di tornare negli Stati Uniti in caso di termine del lockout.

#### Il ritorno a Chicago
Il 12 dicembre firma il nuovo contratto con i Bulls.

### Il ritiro
La fine della stagione 2011-12 coincide col suo ritiro dal basket giocato. Dalla stagione 2012-13 è opinionista sportivo per le gare interne dei Boston Celtics grazie ad un contratto firmato con un'emittente TV privata, dopo aver rifiutato la proposta di entrare a far parte dello staff dei Chicago Bulls. Afferma però che ci potrebbe essere una piccola possibilità di riprendere la carriera agonistica oltreoceano.

## Palmarès
- Campionato NBA: 1

Boston Celtics: 2008

## Statistiche

### College
| Anno      | Squadra     | PG | PT | MP   | TC%  | 3P%  | TL%  | RP  | AP  | PRP | SP  | PP   |
| --------- | ----------- | -- | -- | ---- | ---- | ---- | ---- | --- | --- | --- | --- | ---- |
| 1998-1999 | USC Trojans | 28 | 28 | 31,0 | 53,1 | 16,7 | 79,2 | 6,4 | 2,4 | 0,8 | 0,9 | 14,6 |
| 1999-2000 | USC Trojans | 30 | 30 | 35,1 | 53,1 | 40,3 | 71,5 | 6,0 | 2,8 | 1,2 | 0,8 | 17,8 |
| 2000-2001 | USC Trojans | 34 | 33 | 32,8 | 47,8 | 30,3 | 80,1 | 5,9 | 2,8 | 0,9 | 0,9 | 14,7 |
| Carriera  | Carriera    | 92 | 91 | 33,0 | 51,3 | 34,3 | 77,0 | 6,1 | 2,7 | 1,0 | 0,9 | 15,7 |

### NBA

#### Regular Season
| Anno       | Squadra        | PG  | PT | MP   | TC%  | 3P%  | TL%  | RP  | AP  | PRP | SP  | PP  |
| ---------- | -------------- | --- | -- | ---- | ---- | ---- | ---- | --- | --- | --- | --- | --- |
| 2001-2002  | N.J. Nets      | 28  | 0  | 10,4 | 34,3 | 30,0 | 73,3 | 1,8 | 0,8 | 0,3 | 0,1 | 2,1 |
| 2002-2003  | N.J. Nets      | 59  | 7  | 12,3 | 40,2 | 35,9 | 83,3 | 2,4 | 0,8 | 0,3 | 0,3 | 3,1 |
| 2003-2004  | N.J. Nets      | 69  | 2  | 13,4 | 39,4 | 24,4 | 82,9 | 2,5 | 0,9 | 0,3 | 0,2 | 3,5 |
| 2004-2005  | N.J. Nets      | 54  | 14 | 21,6 | 39,8 | 32,4 | 76,8 | 4,5 | 1,6 | 0,6 | 0,3 | 6,3 |
| 2005-2006  | Boston Celtics | 71  | 1  | 13,2 | 38,3 | 35,6 | 72,2 | 1,6 | 0,7 | 0,3 | 0,3 | 2,9 |
| 2006-2007  | Boston Celtics | 54  | 17 | 19,0 | 40,3 | 40,0 | 78,3 | 1,9 | 1,1 | 0,4 | 0,3 | 4,0 |
| 2007-2008† | Boston Celtics | 48  | 9  | 10,7 | 38,9 | 32,6 | 75,0 | 1,6 | 0,8 | 0,2 | 0,2 | 1,8 |
| 2008-2009  | Boston Celtics | 39  | 8  | 12,9 | 42,1 | 39,3 | 88,9 | 1,3 | 0,5 | 0,2 | 0,3 | 3,5 |
| 2009-2010  | Boston Celtics | 52  | 3  | 9,1  | 34,1 | 32,7 | 66,7 | 0,9 | 0,5 | 0,2 | 0,1 | 1,5 |
| 2010-2011  | Chicago Bulls  | 18  | 0  | 4,9  | 52,6 | 0,0  | 0,0  | 0,4 | 0,3 | 0,2 | 0,2 | 1,1 |
| 2011-2012  | Chicago Bulls  | 28  | 0  | 4,4  | 46,7 | 14,3 | 50,0 | 0,8 | 0,5 | 0,2 | 0,2 | 1,1 |
| Carriera   | Carriera       | 520 | 61 | 13,0 | 39,0 | 34,4 | 78,3 | 2,0 | 0,8 | 0,3 | 0,2 | 3,1 |

#### Play-off
| Anno     | Squadra        | PG | PT | MP   | TC%  | 3P%  | TL%  | RP  | AP  | PRP | SP  | PP  |
| -------- | -------------- | -- | -- | ---- | ---- | ---- | ---- | --- | --- | --- | --- | --- |
| 2002     | N.J. Nets      | 6  | 0  | 2,3  | 33,3 | 0,0  | 0,0  | 0,5 | 0,0 | 0,0 | 0,2 | 0,3 |
| 2003     | N.J. Nets      | 7  | 0  | 2,9  | 50   | 0,0  | 0,0  | 0,6 | 0,0 | 0,0 | 0,0 | 0,6 |
| 2004     | N.J. Nets      | 9  | 0  | 8,1  | 64,7 | 83,3 | 50   | 1,3 | 0,1 | 0,3 | 0,0 | 3,3 |
| 2005     | N.J. Nets      | 4  | 3  | 15,3 | 18,2 | 25   | 100  | 1,8 | 0,5 | 0,2 | 0,5 | 2,3 |
| 2009     | Boston Celtics | 12 | 0  | 20,5 | 42,3 | 44,8 | 100  | 2,2 | 1,0 | 0,2 | 0,4 | 5,1 |
| 2010     | Boston Celtics | 1  | 0  | 1,0  | -    | -    | -    | 0,0 | 0,0 | 0,0 | 0,0 | 0,0 |
| Carriera | Carriera       | 39 | 3  | 10,6 | 43,7 | 46,3 | 78,6 | 1,3 | 0,4 | 0,2 | 0,2 | 2,7 |